# Primeira Liga 2008-2009
La Primeira Liga 2008-2009, nota come Liga Sagres 2008-2009 per ragioni di sponsorizzazione, è stata la 75ª edizione della massima serie del campionato portoghese di calcio. Il campionato è iniziato il 22 agosto 2008 ed è terminato il 24 maggio 2009.
Il campionato è stato vinto del Porto per la 24ª volta nella sua storia, la quarta consecutiva.
Il Trofense e l'Estrela Amadora, la cui iscrizione alla Primeira Liga è stata rifiutata per inadempienze economiche, sono stati retrocessi in Segunda Liga.

## Stagione

### Novità
Dalla precedente stagione sono stati retrocessi l'União Leiria, classificatosi al 16º posto e il Boavista, classificatosi al 9º posto e retrocesso per via del suo coinvolgimento nello scandalo Fischietto d'oro, relativo ad alcuni episodi di corruzione arbitrale risalenti alla stagione 2003-2004. Di conseguenza, il Paços de Ferreira, classificatosi al 15º posto, ha mantenuto la categoria. Sono state promosse dalla Segunda Liga il Trofense e il Rio Ave.

### Formato
Le 16 squadre partecipanti si affrontano in un girone di andata e ritorno, per un totale di 30 giornate.

La squadra campione di Portogallo ha il diritto a partecipare alla fase a gironi della UEFA Champions League 2009-2010.

La squadra classificata al secondo posto è ammessa al terzo turno di qualificazione della UEFA Champions League 2009-2010.

Le squadre classificate al terzo, al quarto e al quinto posto sono ammesse, rispettivamente, alla fase play-off, al terzo e al secondo turno di qualificazione della UEFA Europa League 2009-2010.

Le squadre classificate agli ultimi due posti (15º e 16º posto) retrocedono in Segunda Liga.

## Squadre partecipanti
| Club              | Città             | Stadio                               | Risultato Stagione 2007-2008 |
| ----------------- | ----------------- | ------------------------------------ | ---------------------------- |
| Académica         | Coimbra           | Stadio Città di Coimbra              | 12º posto in Primeira Liga   |
| Belenenses        | Lisbona           | Estádio do Restelo                   | 8º posto in Primeira Liga    |
| Benfica           | Lisbona           | Estádio da Luz                       | 4º posto in Primeira Liga    |
| Braga             | Braga             | Stadio comunale di Braga             | 7º posto in Primeira Liga    |
| Estrela Amadora   | Amadora           | Estádio José Gomes                   | 13º posto in Primeira Liga   |
| Leixões           | Matosinhos        | Estádio do Mar                       | 14º posto in Primeira Liga   |
| Marítimo          | Funchal           | Estádio dos Barreiros                | 5º posto in Primeira Liga    |
| Nacional          | Funchal           | Estádio da Madeira                   | 10º posto in Primeira Liga   |
| Naval             | Figueira da Foz   | Estádio Municipal José Bento Pessoa  | 11º posto in Primeira Liga   |
| Paços Ferreira    | Paços de Ferreira | Estádio da Mata Real                 | 15º posto in Primeira Liga   |
| Porto             | Porto             | Estádio do Dragão                    | Campione del Portogallo      |
| Rio Ave           | Vila do Conde     | Estádio do Rio Ave FC                | 2º posto in Segunda Liga     |
| Sporting Lisbona  | Lisbona           | Stadio José Alvalade                 | 2º posto in Primeira Liga    |
| Trofense          | Trofa             | Estádio do Clube Desportivo Trofense | 1º posto in Segunda Liga     |
| Vitória Guimarães | Guimarães         | Estádio D. Afonso Henriques          | 3º posto in Primeira Liga    |
| Vitória Setúbal   | Setúbal           | Estádio do Bonfim                    | 6º posto in Primeira Liga    |

## Classifica finale
|  | Pos. | Squadra           | Pt | G  | V  | N  | P  | GF | GS | DR  |
|  | ---- | ----------------- | -- | -- | -- | -- | -- | -- | -- | --- |
|  | 1.   | Porto             | 70 | 30 | 21 | 7  | 2  | 61 | 18 | +43 |
|  | 2.   | Sporting Lisbona  | 66 | 30 | 20 | 6  | 4  | 45 | 20 | +25 |
|  | 3.   | Benfica           | 59 | 30 | 16 | 9  | 5  | 53 | 32 | +21 |
|  | 4.   | Nacional          | 52 | 30 | 15 | 7  | 8  | 47 | 32 | +15 |
|  | 5.   | Braga             | 50 | 30 | 13 | 11 | 6  | 38 | 21 | +17 |
|  | 6.   | Leixões           | 45 | 30 | 12 | 9  | 9  | 30 | 33 | -3  |
|  | 7.   | Académica         | 39 | 30 | 10 | 9  | 11 | 28 | 31 | -3  |
|  | 8.   | Vitória Guimarães | 38 | 30 | 10 | 8  | 12 | 32 | 35 | -3  |
|  | 9.   | Marítimo          | 37 | 30 | 9  | 10 | 11 | 35 | 36 | -1  |
|  | 10.  | Paços Ferreira    | 34 | 30 | 9  | 7  | 14 | 37 | 42 | -5  |
|  | 11.  | Estrela Amadora   | 34 | 30 | 8  | 10 | 12 | 26 | 38 | -12 |
|  | 12.  | Rio Ave           | 30 | 30 | 8  | 6  | 15 | 20 | 35 | -15 |
|  | 13.  | Naval             | 29 | 30 | 7  | 8  | 15 | 25 | 39 | -14 |
|  | 14.  | Vitória Setúbal   | 26 | 30 | 7  | 5  | 18 | 21 | 46 | -25 |
|  | 15.  | Belenenses        | 24 | 30 | 5  | 9  | 16 | 28 | 52 | -24 |
|  | 16.  | Trofense          | 23 | 30 | 5  | 8  | 17 | 25 | 42 | -17 |

Legenda:

      Campione del Portogallo e ammessa alla UEFA Champions League 2009-2010

      Ammesse alla UEFA Champions League 2009-2010

      Ammesse alla UEFA Europa League 2009-2010

      Retrocessa in Segunda Liga 2009-2010

Tre punti a vittoria, uno a pareggio, zero a sconfitta.
La classifica viene stilata secondo i seguenti criteri:
- Punti conquistati
- Punti conquistati negli scontri diretti
- Differenza reti negli scontri diretti
- Reti realizzate in trasferta negli scontri diretti
- Differenza reti generale
- Partite vinte
- Reti totali realizzate
- Spareggio

## Statistiche

### Classifica marcatori
| Gol |  |  | Giocatore      | Squadra           |
| --- |  |  | -------------- | ----------------- |
| 20  |  |  | Nenè           | Nacional          |
| 17  |  |  | Óscar Cardozo  | Benfica           |
| 17  |  |  | Liédson        | Sporting Lisbona  |
| 10  |  |  | Baba Diawara   | Marítimo          |
| 10  |  |  | Ernesto Farías | Porto             |
| 10  |  |  | Lisandro López | Porto             |
| 9   |  |  | Lucho González | Porto             |
| 9   |  |  | Williams       | Paços Ferreira    |
| 8   |  |  | Hulk           | Porto             |
| 8   |  |  | Albert Meyong  | Braga             |
| 8   |  |  | Roberto        | Vitória Guimarães |

## Verdetti finali
- Porto campione di Portogallo 2008-2009 e ammesso alla fase a gironi della UEFA Champions League 2009-2010.
- Sporting CP qualificato al terzo turno preliminare della UEFA Champions League 2009-2010.
- Benfica e Nacional qualificati al turno di play-off, Braga qualificato al terzo turno preliminare e Paços de Ferreira qualificato al secondo turno preliminare della UEFA Europa League 2009-2010.
- Estrela Amadora e Trofense retrocessi in Segunda Liga 2009-2010.